# Cyanomitra
Cyanomitra (лат.) — род птиц из семейства нектарницевых. Встречаются в Африке.

## Описание
Среднего размера птицы с заметно изогнутым клювом. Оперение с радужным отливом обычно синего или зелёного цвета. Самки обычно меньше самцов. Обитают в увлажнённых местообитаниях. Строят массивные (длиной до 1 м) гнёзда из растительного материала.

## Список видов
Выделяют 7-8 видов:
- Cyanomitra alinae Jackson, 1904 — Синеголовая нектарница
- Cyanomitra bannermani (Grant et Mackworth-Praed, 1943) — Нектарница Баннермана
- Cyanomitra cyanolaema (Jardine & Fraser, 1852) — Кобальтоголовая нектарница
- Cyanomitra olivacea (A.Smith, 1840) — Оливковая нектарница
- Cyanomitra oritis (Reichenow, 1892) — Лазурноголовая нектарница
- Cyanomitra veroxii (A.Smith, 1832) — Мышиная нектарница
- Cyanomitra verticalis (Latham, 1790) — Малахитовоголовая нектарница